# Matthias Casse
Matthias Casse (Mortsel, 19 de fevereiro de 1997) é um desportista belga que compete em judô.
Participou nos Jogos Olímpicos de Verão de 2020, obtendo uma medalha de bronze na categoria de –81 kg. Nos Jogos Europeus de 2019 obteve uma medalha de ouro na categoria de –81 kg.
Ganhou duas medalhas no Campeonato Mundial de Judô, ouro em 2021 e prata em 2019, e três medalhas no Campeonato Europeu de Judô entre os anos 2019 e 2021.

## Palmarés internacional
| Jogos Olímpicos    | Jogos Olímpicos       | Jogos Olímpicos   | Jogos Olímpicos |
| Ano                | Lugar                 | Medalha           | Categoria       |
| ------------------ | --------------------- | ----------------- | --------------- |
| 2020               | Tóquio ( Japão)       | Medalha de bronze | –81 kg          |
| Campeonato Mundial |                       |                   |                 |
| Ano                | Lugar                 | Medalha           | Categoria       |
| 2019               | Tóquio ( Japão)       | Medalha de prata  | –81 kg          |
| 2021               | Budapeste ( Hungria)  | Medalha de ouro   | –81 kg          |
| Jogos Europeus     |                       |                   |                 |
| Ano                | Lugar                 | Medalha           | Categoria       |
| 2019               | Minsk ( Bielorrússia) | Medalha de ouro   | –81 kg          |
| Campeonato Europeu |                       |                   |                 |
| Ano                | Lugar                 | Medalha           | Categoria       |
| 2019               | Minsk ( Bielorrússia) | Medalha de ouro   | –81 kg          |
| 2020               | Praga ( Chéquia)      | Medalha de bronze | –81 kg          |
| 2021               | Lisboa ( Portugal)    | Medalha de prata  | –81 kg          |